# At the Gates of Utopia
Albums de Stormlord
Supreme Art Of War
(1999) The Gorgon Cult
(2004)
At the Gates of Utopia est le deuxième album studio du groupe de black metal symphonique italien Stormlord. L'album est sorti le 23 novembre 2001 sous le label Scarlet Records.
C'est le dernier album de Stormlord enregistré Pierangelo Giglioni comme seul guitariste dans le groupe.

## Musiciens
- Cristiano Borchi - Chant
- Pierangelo Giglioni - Guitare
- Francesco Bucci - Basse
- Simone Scazzocchio - Claviers
- David Folchitto - Batterie

## Liste des morceaux
| No | Titre                     | Durée |
| -- | ------------------------- | ----- |
| 1. | Under the Samnites Spears | 6:50  |
| 2. | I Am Legend               | 5:07  |
| 3. | Xanadu                    | 4:21  |
| 4. | And Winter Was            | 4:16  |
| 5. | At the Gates of Utopia    | 2:25  |
| 6. | The Curse of Medusa       | 6:33  |
| 7. | The Burning Hope          | 6:21  |
| 8. | A Sight Inwards           | 4:40  |
| 9. | The Secrets of the Earth  | 6:18  |